# Eldar Guliyev
Eldar Gulliyev (en azerí: Eldar Quliyev; Bakú, 18 de enero de 1941-Ib., 16 de abril de 2021) fue un director de cine, guionista y actor azerbaiyano, artista del Pueblo de la RSS de Azerbaiyán (1982).

## Biografía
Nació el 18 de enero de 1941 en Bakú en la familia del famoso compositor de Azerbaiyán, Tofig Guliyev.
En 1960-1966 estudió en la Universidad Panrusa Guerásimov de Cinematografía. Desde 1967 trabajó en la compañía de producción de cine, Azerbaijanfilm. También enseñó en la Universidad Estatal de Cultura y Arte de Azerbaiyán desde 1997. Eldar Guliyev recibió el título Artista de Honor de la RSS de Azerbaiyán en 1976 y Artista del Pueblo de la RSS de Azerbaiyán en 1982.
Falleció en el Centro de Diagnóstico Médico Republicano de Bakú el 16 de abril de 2021 a los 81 años de edad.

## Filmografía
- 1959 - “Verdadero amigo”
- 1966 – “Samad Vurgun”
- 1967 – “Erase una vez”
- 1969 – “En la ciudad del sur”
- 1970 – “Los ritmos de Absheron”
- 1971 - “La entrevista principal”
- 1976 – “Corazón... Corazón...”
- 1978 - “Aniversario de Dante”
- 1979 – “Babek”
- 1982 – “Nizami”
- 1985 - “El robo del novio”
- 1988 – “Padre”
- 1990 – “Espejo”
- 1992 – “La carta a mi amigo"
- 1994 – “Mi ciudad blanca”
- 1997 – “Elegía”
- 1999 - “Qué bello es este mundo”
- 2005 - “Por Azerbaiyán”

## Premios y títulos
- Artista de Honor de la RSS de Azerbaiyán (1976)
- Premio Estatal de la RSS de Azerbaiyán (1978)
- Artista del Pueblo de la RSS de Azerbaiyán (1982)
- Orden de la Bandera Roja del Trabajo (1980)
- Orden Shohrat (2001)
- Orden Sharaf (2011)[6]
- Premio Internacional “Qızıl Çinar” (2018)[7]
- Orden Istiglal (2021)